# Себинська сільська рада
Се́бинська сільська́ ра́да — колишній орган місцевого самоврядування в Новоодеському районі Миколаївської області. Адміністративний центр — село Себине.

## Загальні відомості
- Населення ради: 1 495 осіб (станом на 2001 рік)

## Населені пункти
Сільській раді підпорядковані населені пункти:
- с. Себине

## Склад ради
Рада складається з 16 депутатів та голови.
- Голова ради:
- Секретар ради: Ковиньова Тетяна Юріївна

### Керівний склад попередніх скликань
| Прізвище, ім'я, по батькові   | Основні відомості                                                         | Дата обрання | Дата звільнення |
| ----------------------------- | ------------------------------------------------------------------------- | ------------ | --------------- |
| Гаврилюк Сергій Володимирович | Сільський голова, 1976 року народження, освіта вища, безпартійний         | 26.03.2006   | 31.10.2010      |
| Гаврилюк Сергій Володимирович | Сільський голова, 1976 року народження, освіта вища, член Партії регіонів | 31.10.2010   | 02.10.2014      |

Примітка: таблиця складена за даними сайту Верховної Ради України

## Населення
Згідно з переписом УРСР 1989 року чисельність наявного населення сільської ради становила 1372 особи, з яких 657 чоловіків та 715 жінок.
За переписом населення України 2001 року в сільській раді мешкали 1483 особи.

### Мова
Розподіл населення за рідною мовою за даними перепису 2001 року:
| Мова       | Відсоток |
| ---------- | -------- |
| українська | 87,69 %  |
| російська  | 9,97 %   |
| молдовська | 1,14 %   |
| вірменська | 0,60 %   |
| білоруська | 0,20 %   |
| інші       | 0,40 %   |